# Trochlea
De trochlea is een sleuf uit kraakbeen, dicht bij de rand van de oogkas. Deze is bekleed met een synoviaal vlies.
Door deze structuur loopt de musculus obliquus superior bulbi, de bovenste schuine oogspier. Deze ontspringt mediaal aan het lichaam van het wiggenbeen, en buigt aan de trochlea met een scherpe hoek naar achter. De tweede helft van de spier zit vast onder de musculus rectus superior bulbi op de temporale zijde van de oogbol.